# Imperia
Imperia (italienskt uttal: [imˈpɛːrja] lyssna (fil)) är en stad och kommun i regionen Ligurien i nordvästra Italien. Staden är huvudort i provinsen med samma namn. Den ligger på den italienska rivieran vid floden Imperos mynning. Det är en viktig hamnstad och kurort.
Kommunen hade 42 450 invånare (2018). Imperia gränsar till kommunerna Civezza, Diano Arentino, Diano Castello, Diano Marina, Dolcedo, Pontedassio, San Lorenzo al Mare och Vasia.
Benito Mussolini bildade staden Imperia den 21 oktober 1923 genom att slå samman städerna Porto Maurizio och Oneglia samt de omgivande mindre kommunerna Piani, Caramagna Ligure, Castelvecchio di Santa Maria Maggiore, Borgo Sant'Agata, Costa d'Oneglia, Poggi, Torrazza, Moltedo och Montegrazie. Namnet kommer från floden Impero.